# Simon Ashdown
Simon Ashdown (Inghilterra, ...) è uno sceneggiatore e scrittore britannico, noto principalmente per la sceneggiatura della serie nominata ai Premi BAFTA EastEnders.

## Carriera
Dal 1995 al 2013, Ashdown è stato consulente di serie e principale sceneggiatore della serie televisiva di BBC One EastEnders. Coinvolto nella creazione e caratterizzazione della famiglia Slater, insieme agli altri sceneggiatori ha sviluppato i personaggi basandosi principalmente sugli attori che avrebbero dovuto interpretarli. Ha creato personalmente, inoltre, il personaggio di Max Branning, oltre ad essere stato responsabile principale di alcuni episodi specifici quali quello della morte di Ethel Skinner, quello dei disturbi bipolari di Stacey Slater e quello in cui si scopre chi ha ucciso Archie. Nel 2010 ha scritto l'episodio in diretta del quinto anniversario della serie. Tra gli episodi più recenti da lui scritti, figurano quello della morte di Pat Evans e della seconda uscita di Mandy Salter. Lo sceneggiatore ha lasciato la produzione alla fine di ottobre 2013, per concentrarsi su altre programmazioni di BBC.
Oltre al lavoro per EastEnders Ashdown ha scritto e co-creato, insieme al co-sceneggiatore della League of Gentlemen Jeremy Dyson, l'innovativo dramma Funland, che nel 2005 è stato nominato per il Premio BAFTA al "Miglior Serial Drammatico". Lo sceneggiatore ha scritto il dramma in due parti Kitchen, con Eddie Izzard, ed il cortometraggio Perfect per Film Four con Marc Warren, diretto dal fotografo Rankin. Altri crediti di Ashdown alla sceneggiatura includono serie quali City Central e Casualty. Come consulente per la trama, inoltre, ha collaborato a produzioni come Crash Palace di Sky e Come Fly With Me di BBC.